# 東野 (松山市)

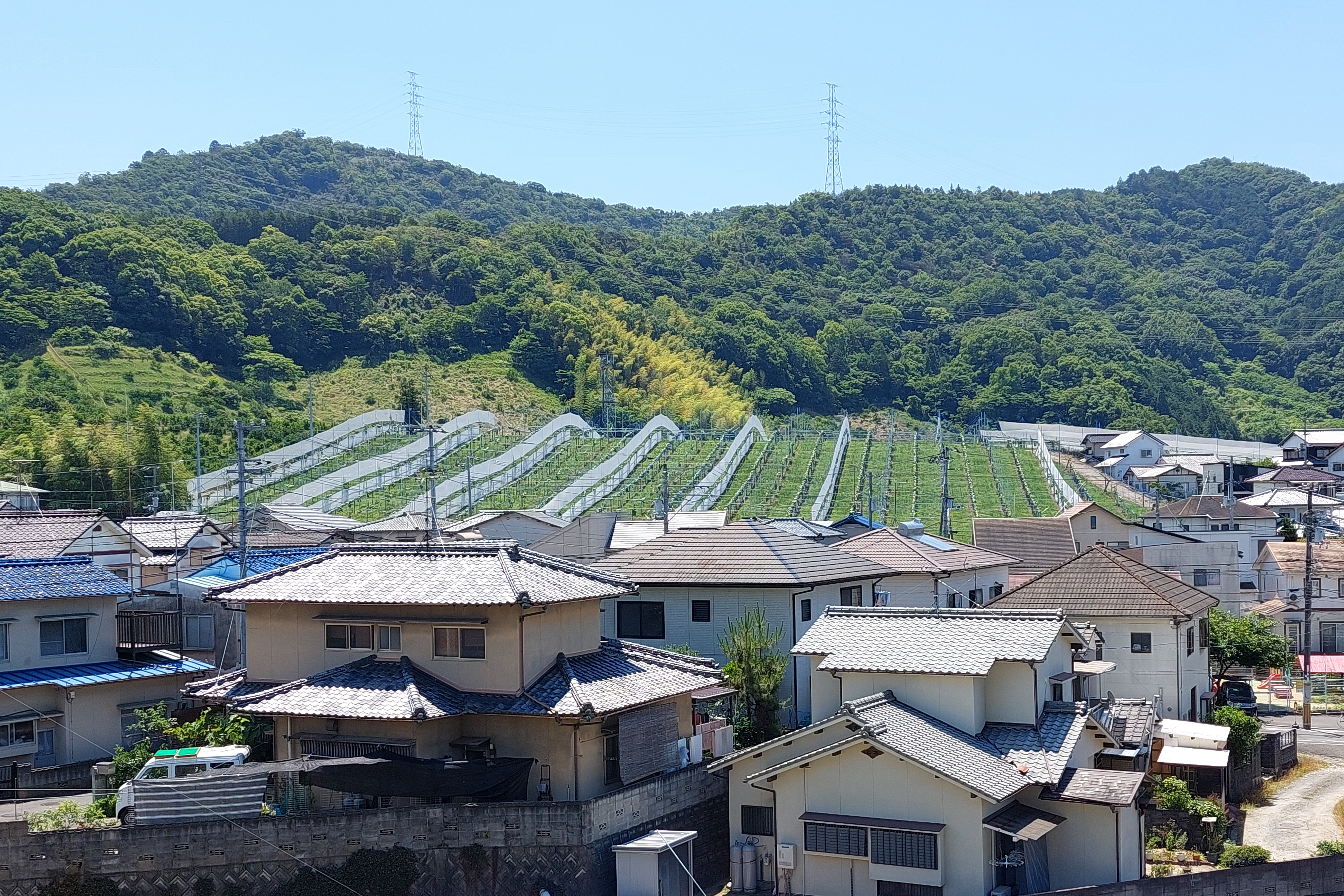
東野4丁目の光景

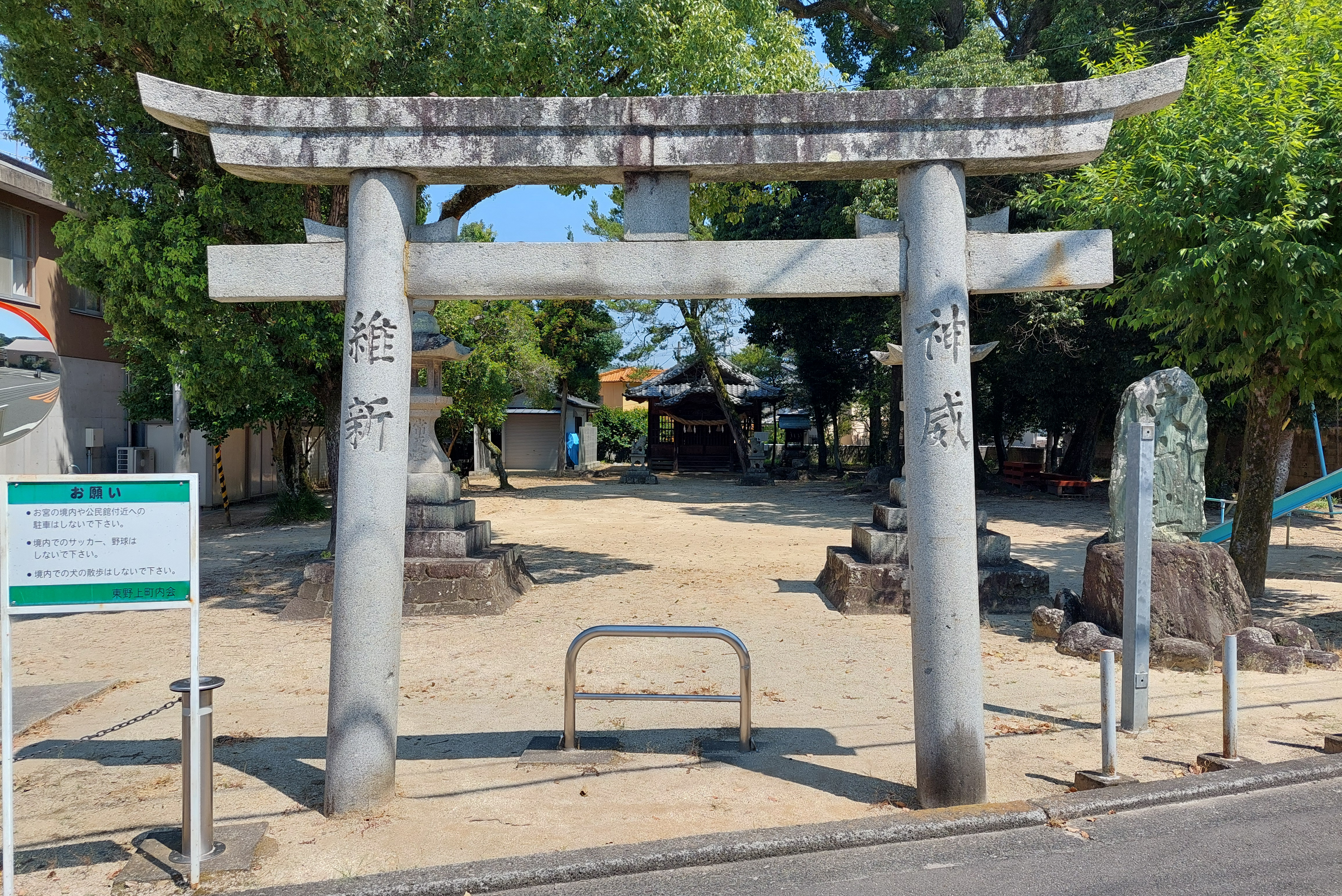
東山神社

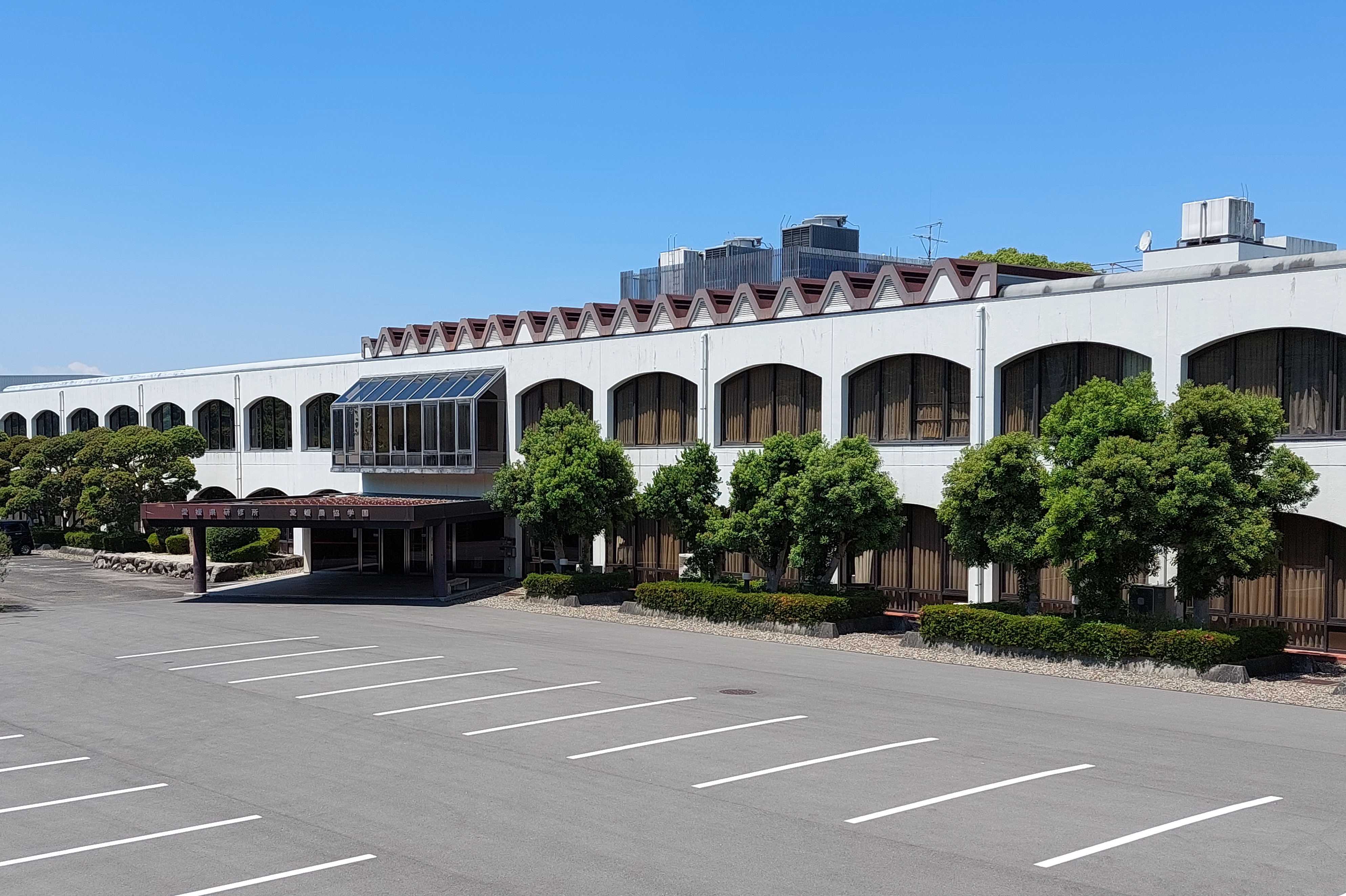
愛媛県研修所（東野4丁目）

東野（ひがしの）は愛媛県松山市の地名。現行行政地名は東野一丁目から東野六丁目。2012年1月1日現在の人口は4,118人、世帯数は1,834世帯。郵便番号は790-0903。
温泉郡東野村、桑原村大字東野に由来する。

## 地理
松山市東部に位置する。愛媛県研修所や愛媛農協学園、東山神社、山神社、ひがしの北公園などがある。江戸時代は、大名の庭園であったため、古い建築物が多い。
1960年代頃までは田園地帯であったが、1970年代頃から徐々に住宅が建ちはじめ、現在は住宅やアパートが密集していて、全く様変わりしている。
石手白石、新石手、石手、樽味、正円寺、桑原、畑寺、畑寺町、北久米町、食場町、溝辺町と接している。

### 山岳
- 倉谷山

### 河川
- 石手川、草葉川

## 校区
市立の小・中学校に通う場合、東野内は全て、桑原小学校、桑原中学校の学区となる。
- 桑原小学校へは、東野の東山神社から徒歩最短コースで1.5km、17分
- 桑原中学校へは、東野の東山神社から徒歩最短コースで1.3km、17分

## 交通
道路
愛媛県道40号松山東部環状線と松山市道樽味溝辺線が走る。
公共の交通機関
- 最寄りバス停　東野、東野一丁目（伊予鉄バス8番線）
- 最寄り電停　　道後温泉電停、道後公園電停（伊予鉄市内線）
- 最寄り駅　　　北久米駅、久米駅（伊予鉄横河原線）

アクセス
- 松山市駅へは、東野の東山神社から自動車最短コースで4.9km、14分
- JR松山駅へは、東野の東山神社から自動車最短コースで5.7km、15分
- 道後温泉駅へは、東野の東山神社から自動車最短コースで2.3km、9分
- 松山空港へは、東野の東山神社から自動車最短コースで10.7km、31分

## 施設
- 幼稚園　育英幼稚園
- 公園　ひがしの北公園、東野ほたる公園
- 神社・仏堂　東山神社、山神社、農協神社、観音堂、薬師堂
- 史跡　東野お茶屋跡（1961年3月31日、愛媛県の史跡に指定）
- 公共施設　愛媛県研修所、愛媛農協学園、東野下公民館、東野上公民館
- 上水道　松山市公営企業局東野配水池
- 金融機関　伊予銀行東野支店
- 店舗　ドラッグストアコスモス東野店
- 医療施設　渡辺内科クリニック、鈴木歯科医院、たてまつ眼科クリニック、やいた内科･内視鏡クリニック